# 不动明
不动明，是永井豪漫画恶魔人的主要人物，故事中不动明在朋友飞鸟了的引导在地下举行的魔宴中和恶魔安蒙合体。虽然安蒙被不动明把它肉体上的能力、记忆和精神夺走吸收。而附身在不动明身上的安蒙原本是恶魔族的一员，最后恶魔人将全部恶魔族打倒，和魔王撒旦在没有人类和恶魔的大地上一同迎向最后的破晓。